# Boye (Fluss)
Die Boye ist der größte rechte und insgesamt zweitgrößte Nebenfluss der Emscher. Das Boye-Flusssystem umfasst die Gesamtheit der Fließgewässer, die in die Boye münden, sowie die 13 km lange Boye selbst.
Insgesamt entwässern 90 km Bachläufe ein 77 km² großes Gebiet im Bereich der Städte Bottrop und Gladbeck im Ruhrgebiet. Die Auswirkungen des Steinkohlenbergbaus bescherten und bescheren dem Bachsystem eine ungewöhnlich ereignisreiche jüngere Geschichte.

## Verlauf

### Der Oberlauf
Die Boye entspringt südwestlich von Bottrop-Kirchhellen in Holthausen und fließt zunächst naturnah auf Bottroper Gemarkung durch Waldgebiete und landwirtschaftlich genutzte Bereiche in südliche bis südsüdöstliche Richtungen.
Zwischen Bottrop-Grafenwald im Westen und den Gladbecker Ortsteilen Rentfort und Ellinghorst fließt ihr, kurz nach dem Zufließen des Brabecker Mühlenbachs von links/Norden und dem Queren der zu diesem parallelen A 31, der Spechtsbach von rechts/Westen zu. Fortan stellt ihr Verlauf die Stadtgrenze zwischen beiden Städten dar, als welche sie alsbald die A 2 kreuzt.

### Der Unterlauf: früher Köttelbecke, heute naturnah

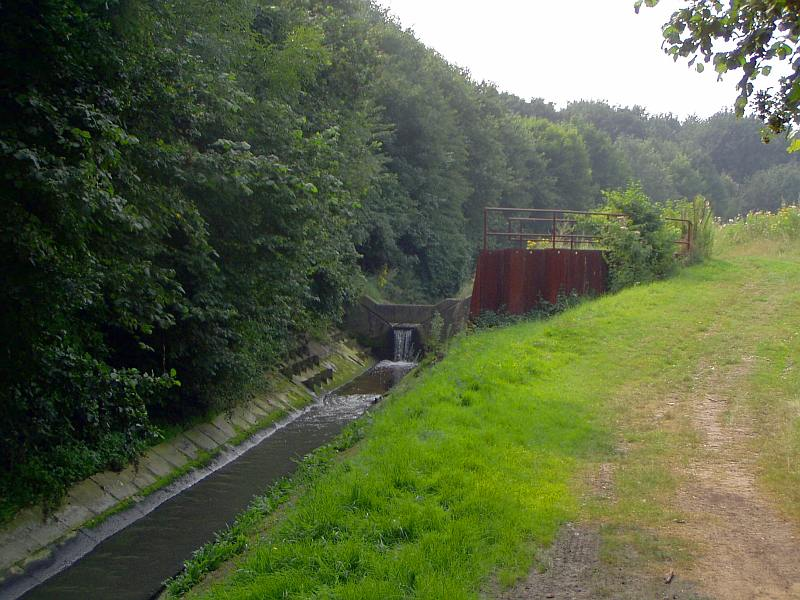
Die ehemalige Köttelbecke, nahe der A2

Bis 2017 war die Boye bis kurz vor der Unterquerung noch ein offener Schmutzwasserlauf des Emscher-Systems. Sie war nunmehr eine Rinne aus Betonschalen mit offener Ableitung von Schmutzwässern. Auch die Zuflüsse Vorthbach, Liesenfeldbach, Kirchschemmsbach, Haarbach, Wittringer Mühlenbach nebst Nattbach und Hahnenbach erreichten die Boye bereits als sogenannte „Köttelbecken“ oder in Tieflage zwischen Spundwänden.
Salzige, warme Tiefenwässer aus dem Bergbau, Industrie- und Haushaltsabwässer, aber auch Einleitungen aus der Landwirtschaft mischten sich mit Rein- und Grundwässern und nährten eine charakteristische Geruchsglocke. Die Fließgeschwindigkeit war in den Betonrinnen hoch, bei starker Wasserführung können trotz des geringen Gefälles 12 km/h erreicht werden.
Hohe Deiche, gebaut aus Abraummaterial des Bergbaus, begleiteten den Unterlauf und schützten das meist tiefer liegende Umland vor Hochwasser. Aus Sicherheitsgründen war die Boye hier abgezäunt; einen Blick und eine Nase voll konnte man lediglich auf Überführungen riskieren.

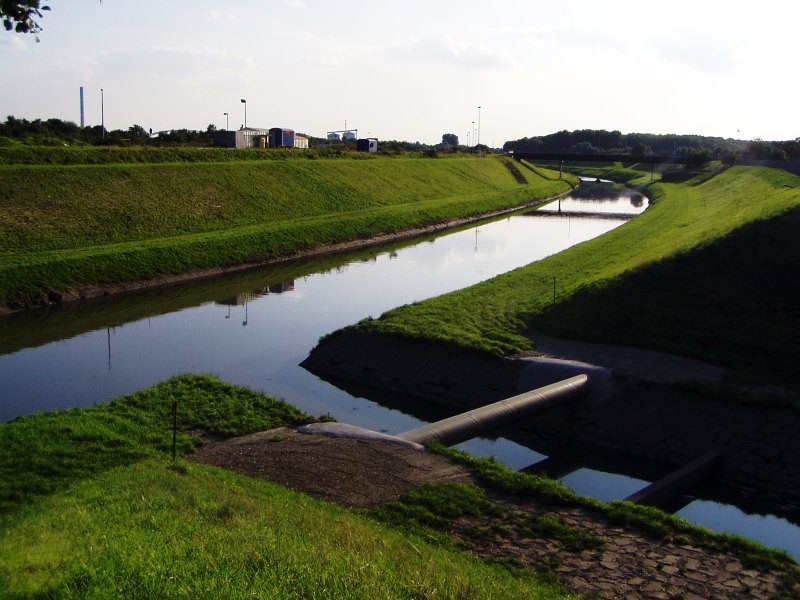
Die (ehemalige) Boye-Mündung

Die offene Abwasserführung wurde Anfang des 20. Jahrhunderts durch Bergsenkungen, ausgelöst durch den Kohlenbergbau, erzwungen: Einerseits war ein natürlicher Abfluss nicht mehr gegeben; die Landschaft versumpfte zusehends, Cholera-Epidemien drohten in dem dicht besiedelten Gebiet. Andererseits kam eine Führung in unterirdischen Rohren wegen der ständigen massiven Bodenbewegungen technisch nicht in Betracht. Wo die Bergsenkungen den Grundwasserspiegel erreichten, blieb als letzte Möglichkeit sogar nur das Höherlegen des Abflusses, verbunden mit Pumpwerken.
Gut 2,5 km südlich des Punktes, wo die Bottroper Stadtgrenze zu Essen jene zu Gladbeck am Flusslauf abgelöst hat, mündete die Boye (ursprünglich) in die Emscher. An dieser Stelle findet sich heute lediglich ein Überlaufbecken für Hochwasser; die Hauptfracht wird 300 Meter zuvor abgezweigt und schließlich über acht Meter hohe Steigleitungen ins Emscherklärwerk Bottrop hinauf gepumpt. Das Pumpwerk Bottrop-Boye kann bis zu 42.000 Liter Wasser pro Sekunde bewältigen.

## Nutzung
Bevor die Boye als Kloake für die dicht besiedelten Bottroper Wohngebiete diente, entschloss sich die Stadt Bottrop, das Wasser des Baches für das erste Freibad auf dem Stadtgebiet zu nutzen. Am 23. Juli 1924 wurde das Stenkhoffbad eröffnet. Gespeist wurde das vorhandene Schwimmbecken vom Boyewasser, welches bereits in diesem Jahr einer gesonderten Reinigung bedurfte.

## Der Umbau des Boye-Systems

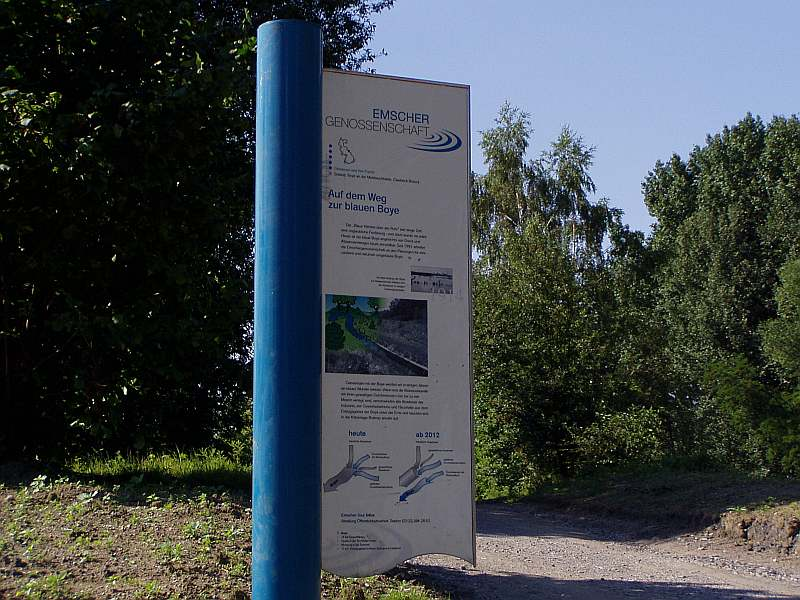
Die Emschergenossenschaft informiert über den Umbau des Boye-Systems

Mit der Nordwanderung des Kohlenbergbaus ist der Boden im Unterlauf des Boye-Systems zur Ruhe gekommen. Es ist nun auch technisch möglich, die Abwässer nach der Trennung von den Reinwässern in unterirdische Rohrleitungssysteme zu schicken, um anschließend die Oberflächengewässer naturnah umzugestalten. Dies wurde im Rahmen des Projekts Umbau des Emschersystems mit großem Aufwand von der Emschergenossenschaft durchgeführt. Der Abwasserkanal Boye wurde 2017 fertiggestellt, somit ist die Boye seitdem abwasserfrei. 2018 begann die Renaturierung der Boye, wobei im ersten Schritt die Betonschalen entfernt wurden. An geeigneten Stellen wurde statt dem künstlichen erzeugten, graden Verlauf ein kurvenreicheres Flussbett geschaffen. Zudem wurden die bestehenden Deiche abgeflacht, sodass der Fluss eine umfangreiche Uferlandschaft ausprägen kann. Am Rande der Boye entstehen Rad- und Fußgängerwege.

## Nebenflüsse
Folgende Bäche fließen der Boye zu (Zuflussseite, Länge, Einzugsgebiet):
- Boye
  - Brabecker Mühlenbach (l; 4,7 km; 8,24 km²)
    - Bornemannsbach (r; 1,7 km)
      - Wiesenthalbach (r; 3,1 km)

  - Quälingsbach (l; 3,6 km; gut 3 km²)
  - Spechtsbach (r; 5,3 km; 6,70 km²)
    - Schöttelbach (l; 2,5 km)

  - Alter Haarbach (l; 2,4 km)
  - Vorthbach (r; 4,1 km; 7,19 km²)
  - Kirchschemmsbach (r; 3,2 km; knapp[5] 6 km²)
  - Haarbach (l; 5,2 km; 7,47 km²)
  - Liesenfeldbach (r; 1,6 km)
  - Wittringer Mühlenbach (l; 5,6 km; 9,83 km²)
    - Nattbach (l; 3,9 km; 2,95 km²)

  - Hahnenbach (l; 2,9 km; 4,85 km²)